# 科摩羅空中服務航空
科摩羅空中服務航空（Air Service Comores）是一個小型航空公司。提供科摩羅國內三個島的客運和貨運服務。

## 機隊
科摩羅空中服務航空於2006年8月有兩架L-410  。